# بنینگتون (اکلاهما)
بنینگتون(به انگلیسی: Bennington) شهری در ایالت اکلاهما کشور ایالات متحده آمریکا است که جمعیت آن در سرشماری سال ۲۰۱۰ میلادی، ۳۳۴ نفر بوده‌است.